# Kaple (Liboňov)
Kaple v Libonově je významnou památkou a sakrální stavbou vsi Liboňov. Je jednou z kaplí chlumecké farnosti.

## Historie
Osada Liboňov byla založena koncem 14. století jako sídlo lesníků a horníků, kteří zde těžili stříbrnou rudu. Na přelomu 19. a 20. století vznikla ve středu vsi u rybníčku malá kaple dnes neznámého patronicia. V období komunistického režimu byla kaple zcela vyrabována a postupně pustla. O její záchranu se v roce 2016 zasloužila telnická radnice, která opravila díry ve zdech, renovovala fasádu a provedla výměnu střechy. Rekonstruovaná kaple je dnes ozdobou vsi a oblíbeným cílem turistů a místních věřících.

## Architektura
Kaple v pseudogotickém slohu je obdélného půdorysu s trojbokým závěrem a polygonální zvonicí. Vnitřek je sklenut valenou klenbou. Obdélná okna s vchodem jsou završeny hrotitým obloukem. Nárožní pilastry nesou zalomené oblouky. Nad trojúhelníkovým štítem se tyčí polygonální zvonice s jehlancovou střechou.
Interiér kaple je v současnosti bez inventáře.

## Bohoslužby
Pravidelné mše se v ní neslouží.